# إيغور تاديتش
إيغور تاديتش (4 يوليو 1986 في سويسرا - ) هو لاعب كرة قدم سويسري في مركز الهجوم. لعب مع نادي سانت غالن ونادي سيرفيت ونادي شافهاوزن ونادي كرينز وزوغ 94 ‏.

## وصلات خارجية
- إيغور تاديتش على موقع قاعدة بيانات كرة القدم.إي يو (الإنجليزية)